# Alfred Steen
Pour les articles homonymes, voir Steen.
Alfred Steen (né le 10 juin 1896 à Brooklyn et mort le 4 mars 1949 à Tampa) est un nageur norvégien ayant participé aux Jeux olympiques de 1920 à Anvers.

## Biographie
Après avoir passé son enfance à Brooklyn, Alfred Steen rentre en Norvège en 1911, à 14 ans. Il participe à ses premiers championnats juniors en août de cette année-là et remporte le 100 mètres nage libre en 2 min 19 s 40.
Il remporte ensuite de nombreux titres nationaux et établit des records de Norvège :
- 50 mètres nage libre : 30 s 10 (1919)
- 100 mètres nage libre : 1 min 6 s 40 (1923)
- 200 mètres nage libre : 2 min 39 s (1924)
- 400 mètres nage libre : 5 min 49 s  (1923)
- 500 mètres nage libre : 7 min 25 s 60 (1924)
- 1 000 mètres nage libre : 16 min 2 s 30 (1923)

Palmarès aux championnats de Norvège
| Place | Course                  | Année                                                                                                  |
| ----- | ----------------------- | --- |
| 1er   | 50 mètres nage libre    | 1919 (30 s 10), 1920 (31 s 60)                                                                         |
| 1er   | 100 mètres nage libre   | 1919 (1 min 11 s 90), 1920 (1 min 12 s 20), 1921 (1 min 7 s 1), 1923 (1 min 10 s 60), 1924 (1 min 7 s) |
| 1er   | 200 mètres nage libre   | 1923 (2 min 48 s 30), 1924 (2 min 39 s)                                                                |
| 1er   | 400 mètres nage libre   | 1919 (6 min 1 s 60), 1920 (6 min 1 s), 1922 (6 min 12 s 10), 1923 (6 min 6 s 40), 1924 (6 min 7 s)     |
| 1er   | 1 000 mètres nage libre | 1922 (17 min 23 s 30), 1923 (16 min 2 s 30)                                                            |
| 2e    | 50 mètres nage libre    | 1921 (29 s 30), 1922 (30 s 90)                                                                         |
| 2e    | 100 mètres nage libre   | 1912 (1 min 25 s 90), 1922 (1 min 12 s 90)                                                             |
| 2e    | 400 mètres nage libre   | 1921 (6 min 16 s)                                                                                      |
| 2e    | 1 000 mètres nage libre | 1919 (16 min 57 s 10), 1920 (17 min 28 s 60), 1921 (16 min 57 s 50)                                    |
| 2e    | 100 mètres dos          | 1924 (1 min 25 s 10)                                                                                   |
| 3e    | 400 mètres nage libre   | 1912 (7 min 19 s 50)                                                                                   |
| 3e    | 1 000 mètres nage libre | 1912 (19 min 58 s), 1924 (17 min 24 s 10)                                                              |

Aux Jeux olympiques de 1920 à Anvers, il participe aux séries des 100 mètres et 400 mètres nage libre. Aux Jeux olympiques de 1924 à Paris, Alfred Steen est engagé sur les 100 mètres et 400 mètres et 1 500 mètres, mais déclare forfait.
Il quitte la Norvège en 1924 pour rentrer aux USA où il remporte aussi des titres.
Il s'installe en Floride pour des raisons de santé et y meurt en 1949.